# Jacques Bénet
Pour les articles homonymes, voir Benet (homonymie).
Jacques Bénet, né le 8 juillet 1915 à Blainville-Crevon (Seine-Maritime) et mort le 23 avril 2009 à Créteil, est un résistant, homme politique et haut fonctionnaire français.

## Biographie
Issu d'une famille d'agriculteurs implantée depuis longtemps en Normandie, il fait des études secondaires au collège privé Joint-Lambert de Rouen. À 18 ans, il arrive à Paris, entre d'abord en Hypokhâgne au lycée Louis-le-Grand et commence des études de droit. Il loge dans un pensionnat au 104, rue Vaugirard dans le 6e arrondissement où il fait la connaissance de François Mitterrand.
Il intègre l'École nationale des chartes dont il sort en 1939 avec le diplôme d'archiviste paléographe grâce à une thèse sur Jean II de Lorraine, duc de Lorraine et de Calabre (1426-1470). Ce travail est publié en 1997 par l’association de soutien des archives publiques de Lorraine.

### Seconde Guerre mondiale
Mobilisé dès le début de la Seconde Guerre mondiale, arrêté par les Allemands en 1940 et interné au Stalag XII-D de Trèves en Allemagne, il réussit à la troisième tentative à s’évader et à rejoindre la France. À partir du printemps 1942, il prend part activement à la création d'un mouvement de résistance regroupant d'anciens évadés des camps de prisonniers en Allemagne. Ce mouvement prendra d'abord le nom de RNPG, Rassemblement national des prisonniers de guerre. Avec François Mitterrand évadé comme lui, Jacques Bénet en est un des dirigeants nationaux et prend les pseudonymes de Seguin, Turgis puis, à Alger, Auvray. 
À partir de février 1943, il entre dans la clandestinité, rejoint la Zone libre qu'il sillonne pour y développer le mouvement. Il reçoit alors le soutien financier de l'ORA, Organisation de résistance de l'armée du général Revers. Le 12 mars 1944, rue Notre-Dame-des-Champs à Paris, eut lieu la réunion consacrant la fusion des 3 principaux mouvements de résistance regroupant d'anciens prisonniers de guerre en un mouvement unique, le MNPGD, Mouvement national des prisonniers de guerre et déportés, dont Jacques Bénet sera un des dirigeants nationaux. Début juin il est à Alger, délégué par le MNPGD auprès du général de Gaulle, qui le reçoit. De retour à Paris, Il crée en septembre 1944 le Centre de liaison et de documentation (CLD), une sorte de petit service secret composé généralement de prisonniers, la mission du CLD est l'exploitation et la centralisation de la masse d'informations collectées parmi les 250 000 prisonniers, parfois même les STO, grâce à eux, le CLD peut localiser les nouvelles usines nazies qui construisaient les missiles V1 et les V2 et en fournissant les renseignements aux Alliés.
Après le débarquement, Jacques Bénet, François Mitterrand et ses amis du Mouvement des prisonniers réussissent à convaincre de Gaulle et le général Juin, qui commande alors les troupes françaises, de libérer en priorité les camps.
En novembre 1944, il est nommé par le Général de Gaulle député à la deuxième Assemblée consultative provisoire pour  représenter le MNPGD.

### Après la Libération
En 1946, il entre au cabinet du gouverneur civil de la zone française en Allemagne, Émile Laffon. Il est ensuite chargé du contrôle des émissions en langue hongroise de la radiodiffusion française. Après le retour du Général de Gaulle, il entre au Commissariat Général au Plan et de la coopération pour participer à l'élaboration du plan de développement de l'Algérie. Il passe ensuite au Ministère de la Coopération où il suit les dossiers de l'Afrique francophone jusqu'en 1980.
En 1959, il est élu maire de la commune de Bosc-le-Hard et le reste jusqu'en 1979.

### Engagement pour la cause berbère
En 1965, il rencontre à Paris Mohand Arab Bessaoud un militant algérien de la cause berbère, ancien combattant de la guerre d'indépendance, opposant au régime de Boumédiène et réfugié en France. Avec un groupe de militants berbères, Mohand Arab Bessaoud projette de créer une académie berbère à Paris, avec le parrainage de Jacques Bénet qui a aidé plus tard Mohand Arab Bessaoud à s'exiler en Angleterre. Ce dernier se sent menacé par les services secrets algériens. L'académie voit le jour en 1966. Cette académie cristallisera les énergies militantes en faveur de la cause berbère et contribuera à l'éclosion d'une conscience et à l'éveil revendicatif pour la reconnaissance de l'identité et la culture berbère.
Mohand Arab Bessaoud n’a cessé de parler de Jacques Bénet, engagé dans le combat pour l’identité amazighe. Il écrit à son propos dans son livre L’Histoire de l’Académie berbère :

« Si les Berbères, mes frères, devaient un jour se souvenir de moi au point de vouloir honorer mon nom, je leur demanderais instamment de lui associer celui de Jacques Bénet, car sans l’aide de ce grand ami des Berbères, mon action en faveur de notre identité n’aurait peut-être pas connu le succès qui est le sien. Ce serait donc faire preuve de justice que de dire : Mohand Arab-Jacques Bénet comme on dit Erckmann-Chatrian." »

### Vie privée
Jacques Bénet a d'abord épousé  sa condisciple Simone Berbain (1915-1949), puis Marie-Claire Sarrazin parente de François Mitterrand qui devient très proche de lui à son retour de captivité en Allemagne durant la Seconde Guerre mondiale.

## Distinctions
- Officier de la Légion d'honneur
- Commandeur de l'ordre national du Mérite
- Médaille de la Résistance française (1945)

## Ouvrages
- Le Capitalisme et le Droit au travail, Éditions de la Baconnière, 1947
- Jean d'Anjou, duc de Calabre et de Lorraine, 1426-1470, Nancy : Société Thierry Alix, 1998
- L'homme et la femme. Rapports sociaux depuis l’Antiquité en Europe et en Asie, Éd. du Cellier de B, 2012
- Considérations sur l'origine et la sociologie des anciens germains et des anciens nordiques. Revue Boréales, no 38-39, 1989.